# Poecilimon variicercis
Poecilimon variicercis är en insektsart som beskrevs av Miram 1938. Poecilimon variicercis ingår i släktet Poecilimon och familjen vårtbitare. Inga underarter finns listade i Catalogue of Life.